# Sambisirah
Sambisirah is een bestuurslaag in het regentschap Pasuruan van de provincie Oost-Java, Indonesië. Sambisirah telt 4785 inwoners (volkstelling 2010).